# Wereldkampioenschappen zwemmen 2009 - 400 meter vrije slag vrouwen
De 400 meter vrije slag vrouwen op de wereldkampioenschappen zwemmen 2009 vond plaats op 26 juli 2009, series en finale. Op dit onderdeel mogen de zwemsters zelf bepalen in welke slag ze de wedstrijd zwemmen (in tegenstelling tot de rugslag, schoolslag en vlinderslag nummers), bijna alle zwemsters maken gebruik van de borstcrawl. Omdat het zwembad waarin de wedstrijd gehouden werd 50 meter lang is, bestond de race uit acht baantjes. Na afloop van de series kwalificeren de acht snelste zwemsters zich voor de finale. Regerende wereldkampioene is de Française Laure Manaudou.

## Podium
| Goud                | Goud | Zilver         | Zilver | Brons             | Brons |
| ------------------- | ---- | -------------- | ------ | ----------------- | ----- |
| Federica Pellegrini | ITA  | Joanne Jackson | GBR    | Rebecca Adlington | GBR   |

## Records
Voorafgaand aan het toernooi waren dit het wereldrecord en het kampioenschapsrecord
| Wereldrecord         | Federica Pellegrini | 4.00,41 | Pescara, Italië      | 27 juni 2009  |
| Kampioenschapsrecord | Laure Manaudou      | 4.02,61 | Melbourne, Australië | 25 maart 2007 |

## Series
| Rang | Serie | Baan | Naam                     | Nationaliteit       | Tijd    | Bijz. |
| ---- | ----- | ---- | ------------------------ | ------------------- | ------- | ----- |
| 1    | 6     | 4    | Federica Pellegrini      | Italië              | 4.01,96 | Q, CR |
| 2    | 6     | 3    | Allison Schmitt          | Verenigde Staten    | 4.02,80 | Q     |
| 3    | 5     | 4    | Joanne Jackson           | Verenigd Koninkrijk | 4.03,48 | Q     |
| 4    | 5     | 5    | Coralie Balmy            | Frankrijk           | 4.04,12 | Q     |
| 5    | 6     | 5    | Camelia Potec            | Roemenië            | 4.04,25 | Q     |
| 6    | 5     | 6    | Ophélie-Cyrielle Etienne | Frankrijk           | 4.05,25 | Q     |
| 7    | 4     | 3    | Lotte Friis              | Denemarken          | 4.05,40 | Q     |
| 8    | 4     | 4    | Rebecca Adlington        | Verenigd Koninkrijk | 4.05,70 | Q     |
| 9    | 4     | 2    | Ellen Fullerton          | Australië           | 4.08,31 |       |
| 10   | 5     | 2    | Erika Villaecija         | Spanje              | 4.08,77 |       |
| 11   | 6     | 7    | Joerdis Steinegger       | Oostenrijk          | 4.09,30 |       |
| 12   | 4     | 1    | Cecilia Biagioli         | Argentinië          | 4.10,16 |       |
| 13   | 6     | 6    | Chloe Sutton             | Verenigde Staten    | 4.10,88 |       |
| 14   | 6     | 1    | Alexa Komarnycky         | Canada              | 4.11,35 |       |
| 15   | 6     | 2    | Wendy Trott              | Zuid-Afrika         | 4.11,45 |       |
| 16   | 6     | 0    | Maiko Fujino             | Japan               | 4.11,52 |       |
| 17   | 5     | 7    | Flavia Zoccari           | Italië              | 4.11,58 |       |
| 18   | 5     | 0    | Andreina Pinto           | Venezuela           | 4.11,79 |       |
| 19   | 3     | 3    | Nuala Murphy             | Iran                | 4.13,51 |       |
| 20   | 5     | 8    | Savannah King            | Canada              | 4.13,58 |       |
| 21   | 4     | 8    | Patricia Castaneda       | Mexico              | 4.13,59 |       |
| 22   | 5     | 9    | Quah Ting Wen            | Singapore           | 4.13,70 |       |
| 23   | 4     | 6    | Ren Junni                | China               | 4.14,07 |       |
| 24   | 5     | 3    | Jelena Sokolova          | Rusland             | 4.14,38 |       |

## Finale
| Rang   | Baan | Naam                     | Nationaliteit       | Tijd    | Bijz. |
| ------ | ---- | ------------------------ | ------------------- | ------- | ----- |
| Goud   | 4    | Federica Pellegrini      | Italië              | 3.59,15 | WR    |
| Zilver | 3    | Joanne Jackson           | Verenigd Koninkrijk | 4.00,60 |       |
| Brons  | 8    | Rebecca Adlington        | Verenigd Koninkrijk | 4.00,79 |       |
| 4      | 5    | Allison Schmitt          | Verenigde Staten    | 4.02,51 |       |
| 5      | 6    | Coralie Balmy            | Frankrijk           | 4.03,29 |       |
| 6      | 2    | Camelia Potec            | Roemenië            | 4.03,41 |       |
| 7      | 7    | Ophélie-Cyrielle Etienne | Frankrijk           | 4.04,54 |       |
| 8      | 1    | Lotte Friis              | Denemarken          | 4.07,62 |       |